# Kenessey Albert (hajóstiszt)
Kenesei Kenessey Albert (Gerjen, 1828. február 4. – Bród, 1879. július 15.) hajóstiszt, hajózási szakember, a Magyar Tudományos Akadémia levelező tagja. A magyar nyelvű hajózási szakirodalom megteremtője, a hazai folyamhajózás technikai, történeti, gazdasági és jogi vonatkozásainak úttörő jelentőségű kutatója volt.

## Életútja
Középiskoláit a gyönki református gimnáziumban és a pápai kollégiumban végezte, majd 1844–1846-ban a debreceni református kollégiumban folytatott jogi és bölcsészeti tanulmányokat. 1846–1847-ben a fiumei Magyar Királyi Tengerészeti Akadémiára járt, s kereskedelmi tengerésztiszti vizsgát tett. 1847-től a Giovannino R. nevű kétárbócos vitorláson látott el tengerész hadnagyi szolgálatot a Földközi- és a Fekete-tengeren. 1848 elején Széchenyi István közbenjárására a trieszti székhelyű osztrák hajótársaság, az Österreichischer Lloyd alkalmazásába került, s a Barone Kübeck nevű hajó harmadkapitányaként szolgált. Az 1848–1849-es szabadságharc kitörésekor hazatért, csatlakozott a függetlenségi küzdelemhez, és 1848 novemberétől az első magyar hadigőzösön, a Mészároson szolgált hadnagyként, 1849 januárjától főhadnagyként. 1849 februárjában tüzér százados lett, egyúttal a Nagyváradon létesítendő tüzériskola matematikatanárává jelölték ki, az iskola azonban végül nem nyitotta meg kapuit. A Honvéd hadigőzös tüzértisztjeként részt vett a csurogi csatában. A szabadságharc leverése után rövid ideig osztrák fogságban volt, majd nyelvtanításból tartotta fenn magát, 1850-től pedig a Debreceni Első Takarékpénztárban dolgozott könyvvezetőként.
1852-ben nevezték ki a Balatonon hajózó Kisfaludy gőzös kapitányává, 1853-tól pedig az Első Dunagőzhajózási Társaság alkalmazásában állt mint hajókormányos, 1855-től mint hajókapitány. A kiegyezés évében, 1867-ben a közmunka- és közlekedésügyi minisztérium felkérésére országos hajózási biztos lett. A következő évben, 1868-ban a miniszteriális vasúti és hajózási felügyelőség hajózási osztályának vezetését vette át, egyúttal országos hajózási felügyelő, 1873-tól hajózási főfelügyelő lett. Ezzel párhuzamosan 1868-tól 1874-es megszűnéséig az általa alapított, kormányosokat és hajókapitányokat képző Hajózási Téli Iskola igazgatójaként és tanáraként is tevékenykedett. A Száva-híd építése ügyében tett bródi hivatalos útja során érte a halál.

## Munkássága
A magyar nyelvű hajózási szakirodalom megteremtője, a hazai hajózástudomány és ‑igazgatás kiemelkedő jelentőségű, úttörő alakja volt. Életművének kimagasló eredménye az 1865-ben általa szerkesztett első magyar nyelvű hajózási műszótár, de a hajózás több más területén is számottevő elméleti munkásságot fejtett ki. Tanulmányozta a Kárpát-medence vízrajzát, foglalkozott a hajózás technikai, gazdasági, kereskedelmi és jogi vonatkozásaival. Több írásának témájául szolgált a magyarországi, különösen a Duna-hajózás múltja. 
A Magyar Tudományos Akadémia számára írt 1868-as pályamunkájában az elsők között foglalkozott az okszerű halgazdálkodás, a haltenyésztés üzemszervezési alapjaival, s az ágazat fejlesztését szolgáló ajánlásokat tett. A hajózásra, hajózástörténetre vonatkozó népszerűsítő cikkeivel rendszeresen jelentkezett a Vasárnapi Ujság lapjain.

## Társasági tagságai és elismerései
1871-ben a Magyar Tudományos Akadémia levelező tagjává választották.

## Főbb művei
- Német–magyar és magyar–német hajózási műszótár. Pest, 1865
- Halászatunk és a haltenyésztés. Pest, 1868
- Hajózási törvények és rendszabályok, különös tekintettel a magyar Dunára. Pest, 1869
- Hajózási árukezelés. Pest, 1869
- Statisztikai adatok a magyar korona területén 1870-ben forgalomban volt hazai uszákról. Buda, 1870–1872
- A kapaszkodó hajózásról. Pest, 1872 (akadémiai székfoglalója)
- Segédkönyv hajósok, közlekedési intézetek hivatalnokai és szállítók számára. 1873
- A vízből való élet- és vagyonmentés eszközei. Budapest, 1874
- Adatok folyóink vízrajzi ismeretéhez. Budapest, 1877

## További irodalom
- Galgóczy Károly: Emlékbeszéd Kenessey Albert felett. Budapest, 1885
- Tisza István: Kenessey Albert, a magyar hajózási szakirodalom első jelentős művelője. in: A Közlekedési Múzeum Évkönyve VI. 1981–1982. 343–354.